# 불꽃놀이 (1984년 드라마)
불꽃놀이는 1984년 10월 31일부터 1985년 4월 18일까지 방영된 KBS 2TV 수목 드라마이다.

## 기획 의도
흔히 무례하고 무질서하고 반향적으로 몰아 부치는 젊은이들, 그러나 급격히 변모하는 사회현상과 자신들이 안고 있는 문제점과의 상충을 극복하기 위해 안간힘을 쓰고 젊은이들, 그들의 고민과 아픔의 실상을 진실과 애정의 시각으로 다루면서 젊은이들의 새로운 모럴을 제시하는 청소년을 위한 드라마.

## 등장 인물
- 박근형 : 지훈 역
- 김자옥 : 미란 역
- 금보라 : 경애 역
- 윤미라 : 다혜 역
- 김순철
- 박혜숙
- 임옥경
- 최화정
- 이인숙
- 최창호
- 전원주
- 장미자
- 김상락
- 최승철
- 노영화
- 오경아
- 조연원
- 김경하
- 이종남
- 김상훈
- 윤성국
- 김다혜
- 유동근

## 제작진
- 원작: 박범신
- 극본: 유열
- 연출: 김인경 → 최지민
- 해설: 이경자
- 기술감독: 정구언
- 조명감독: 정석중
- 영상: 박승국
- 녹화: 문희년
- 음향: 오창석, 안혁석, 이용택
- 조명: 이정우, 이승수, 김장현
- 미술감독: 이석우
- 타이틀: 우종만
- 디자인: 박영대
- 장치: 최형주
- 분장: 최경호
- 미용: 곽오순
- 소품: 손광덕, 송창식
- 의상: 이명종
- 촬영: 이재경, 이형종
- 야외조명: 정영호
- 편집: 차옥진
- 음악: 임택수
- 효과: 손효신
- 주제가: 이선희
- 카메라: 박용근, 고병호, 이도직
- 조연출: 안영동

| 한국방송공사 수목드라마                             | 한국방송공사 수목드라마                       | 한국방송공사 수목드라마                         |
| 이전 작품                                           | 작품명                                        | 다음 작품                                       |
| --------------------------------------------------- | --------------------------------------------- | ----------------------------------------------- |
| 목요드라마 미로 (1984년 4월 5일 ~ 1984년 10월 25일) | 불꽃놀이 (1984년 10월 31일 ~ 1985년 4월 18일) | 빛과 그림자 (1985년 4월 24일 ~ 1986년 1월 16일) |